# Сальниковая сумка

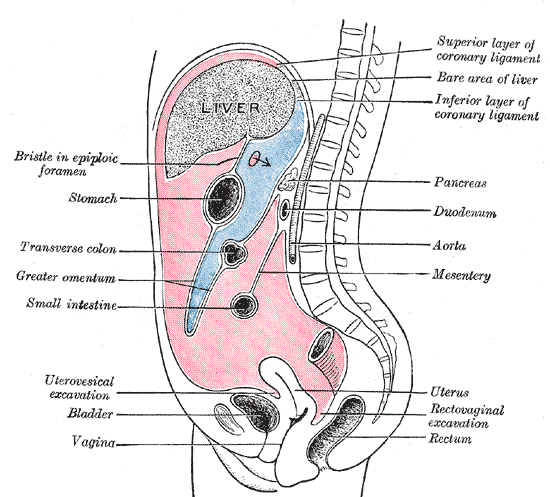
Ход брюшины. Сальниковая сумка обозначена голубым цветом.

Сальниковая сумка (лат. bursa omentalis) — щелевидное пространство в брюшной полости, расположенное сзади желудка и малого сальника.

## Анатомия
Верхней стенкой сальниковой сумки является хвостатая доля печени, нижней — задняя пластинка большого сальника, сросшаяся с брыжейкой поперечной ободочной кишки. Спереди сальниковая сумка ограничена задней стенкой желудка, малым сальником и желудочноободочной связкой, сзади — париетальной брюшиной.
В верхних отделах сальниковая сумка имеет верхнее сальниковое углубление, сформированное задним скатом диафрагмы и задней поверхностью хвостатой доли печени. Слева сальниковая сумка оканчивается селезёночным углублением в области ворот селезёнки, стенками которого служат желудочно-селезёночная и диафрагмально-селезёночная связки. Внизу сальниковой сумки имеется нижнее сальниковое углубление, образованное желудочно-ободочной связкой и задней пластинкой большого сальника.
Через сальниковое отверстие (лат. foramen epiploicum, другое название — винслово отверстие, данное в честь Якоба Винслова) сальниковая сумка сообщается с печёночной сумкой. Границами сальникового отверстия являются: печёночно-дуоденальная связка (спереди), париетальная брюшина (сзади), хвостатая доля печени (сверху) и двенадцатиперстная кишка (снизу). Диаметр отверстия обычно не превышает 3 см. Между сальниковым отверстием и желудочно-поджелудочными складками брюшины выделяют отдел, называемый преддверием сальниковой сумки.

## Патология
Патологические процессы в сальниковой сумке, чаще всего, обусловлены изменениями ограничивающих её органов — панкреатит, перфорация задней стенки желудка и т. д. Также винслово отверстие может являться грыжевыми воротами, формируя один из вариантов внутренних грыж.

## Изображения

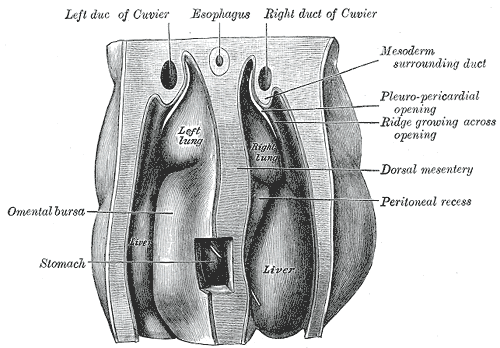
Верхняя часть целома человеческого эмбриона, сзади.
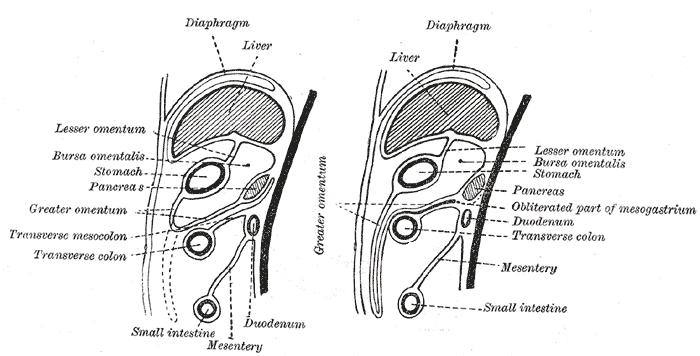
Схема развития большого сальника и брыжейки поперечной ободочной кишки.